# Rue Jacques Rayé
Pour les articles homonymes, voir Jacques et Rayé.
La rue Jacques Rayé (en néerlandais : Jacques Rayéstraat) est une rue bruxelloise de la commune de Schaerbeek en forme de « Y » qui va du boulevard Lambermont à la chaussée de Haecht et à la chaussée de Helmet.
La numérotation des habitations va de 1 à 61 pour le côté impair et de 2 à 86 pour le côté pair.
Jacques Rayé, né à Schaerbeek le 20 novembre 1850 et décédé à Saint-Josse-ten-Noode le 7 juillet 1910, est un géomètre-expert qui légua plusieurs terrains à la commune.

## Square Maurane
Lors du décès de la chanteuse Maurane (1960-2018), le collège de Schaerbeek, commune de Bruxelles, a décidé de renommer le square de la rue Jacques Rayé « Square Maurane ». Le square a été inauguré le 7 mai 2019, un an jour pour jour après le décès de Maurane,. La chanteuse était domiciliée au no 32 de la rue Jacques Rayé. Aucune habitation n'a comme adresse le square Maurane.

## Adresses notables
- no 29 : Ancien temple du culte antoiniste à la façade avant répertoriée dans l'inventaire du patrimoine architectural de la Région de Bruxelles-Capitale ; inusité depuis 2010, il est racheté en 2014 par deux jeunes couples et transformé en maison bi-familiale à l'occasion du concours d'architecture contemporaine de 2017, remportant le premier prix[3].
- no 32 : La chanteuse Maurane y a habité.
- nos 66 à 80 : Immeubles du Foyer Schaerbeekois.

## Galerie de photos

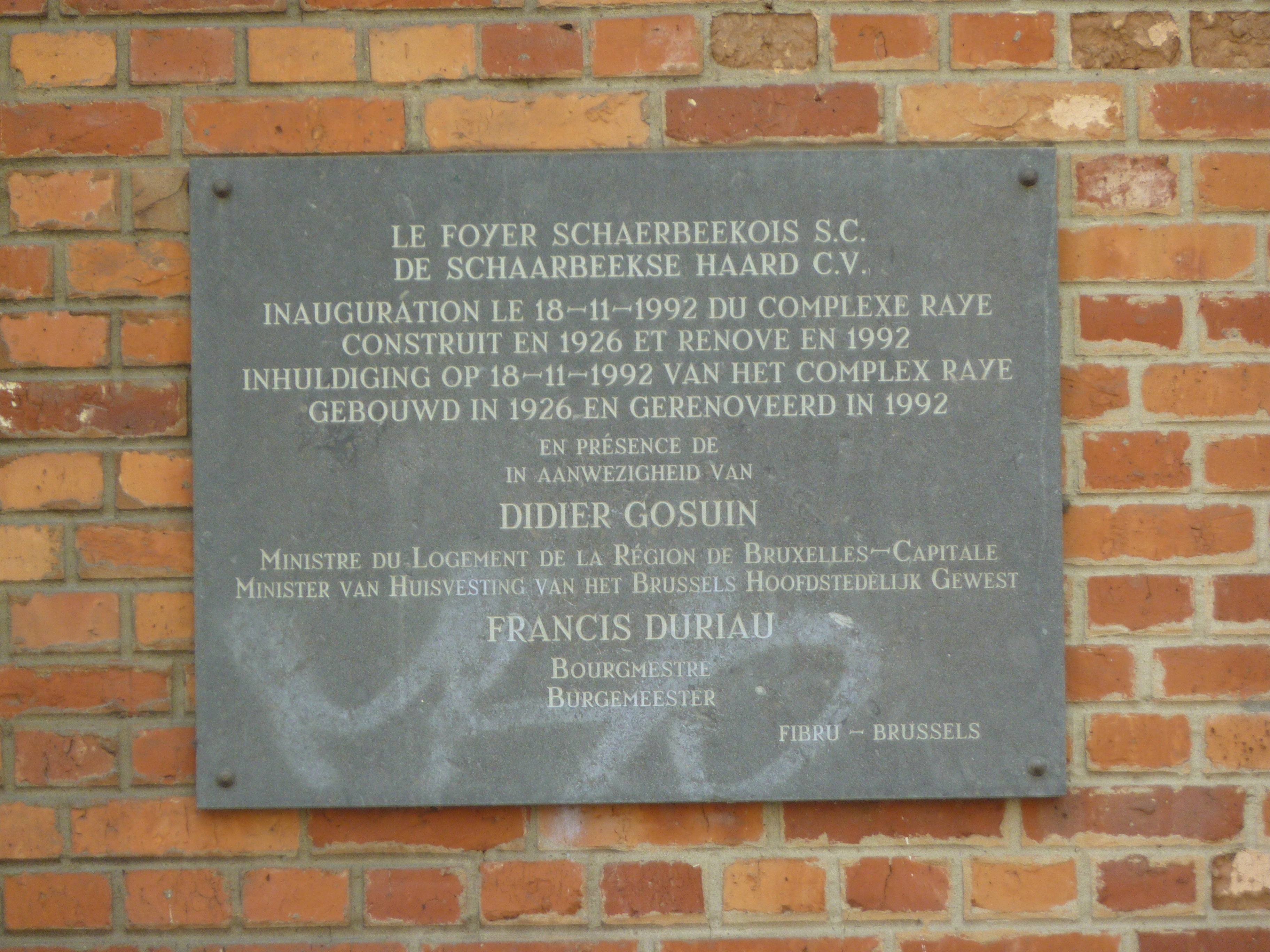
Complexe Rayé (Foyer Schaerbeekois)
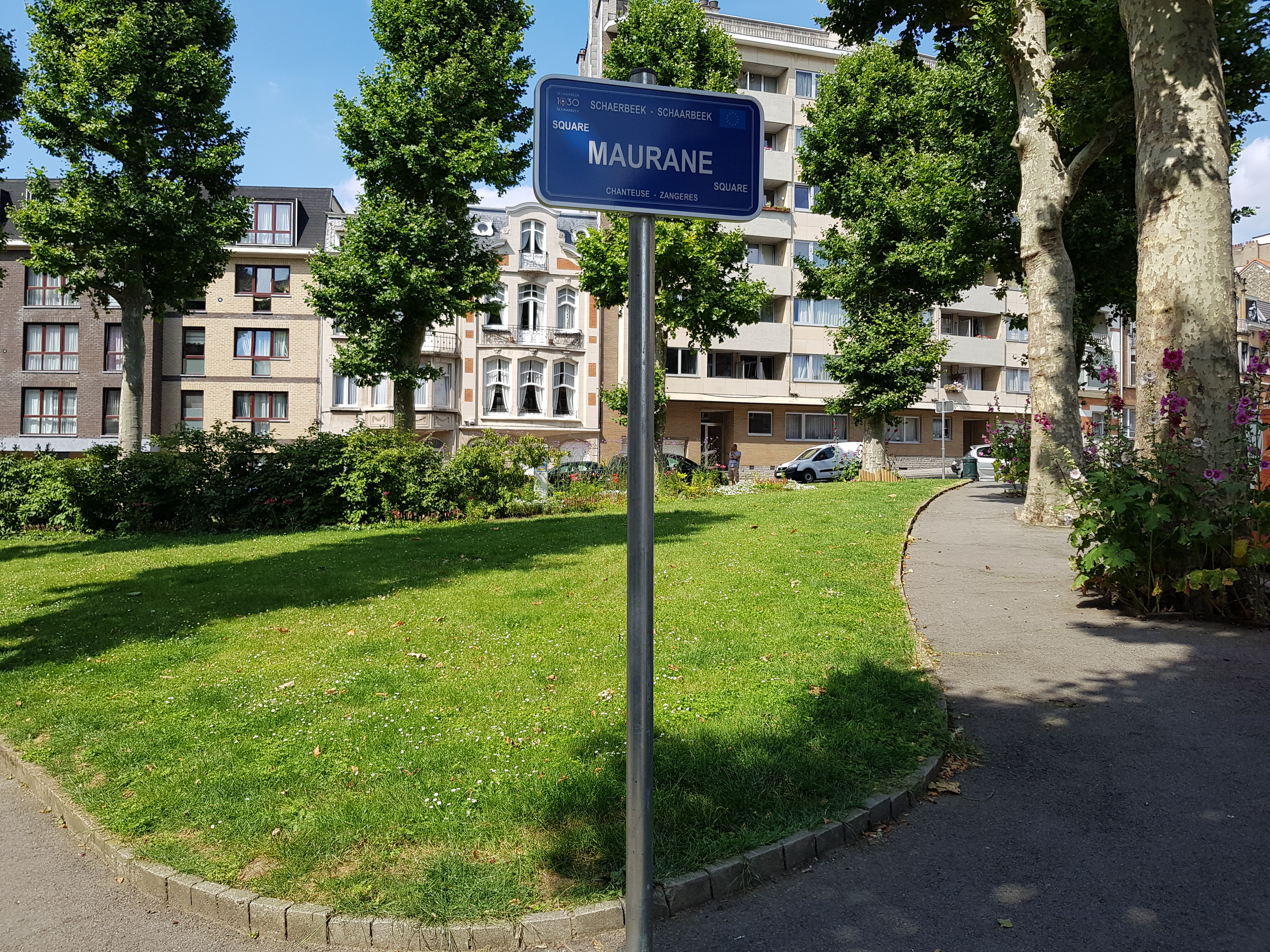
Square Maurane